# Idioma amorrita
El idioma amorrita o amorreo fue una de las lenguas semíticas noroccidentales tempranas, y más específicamente fue una de las lenguas cananeas, un subgrupo que también incluye el hebreo, fenicio, edomita, moabita, amonita, suteano, púnico/cartaginés y amalecita. Fue hablado por las tribus amorreas originadas en el norte y este de Siria prominente en the Antiguo Oriente Próximo entre los siglo XXIV y XII a. C.. Se sabe exclusivamente de los nombres no propios del Imperio acadio, que eran nombres propios registrados por nativos escribas acadios durante períodos de gobierno amorreo en partes de Mesopotamia (final del tercero y el comienzo del segundo milenio), y en particular de Babilonia, que fue en realidad fundada por los amorreos en 1894 a. C., y dirigidos por ellos hasta 1595 a. C. Otros ejemplos se encuentran en Mari, y en menor medida Alalakh, Tell Harmal, y Tutub. De vez en cuando este tipo de nombres también se encontraron en textos egipcios tempranos; y un topónimo — "Sənīr" (שְׂנִיר) por el Monte Hermón — se conoce de la Biblia (Deuteronomio 3:9), y por extraño que parezca puede ser de origen indoeuropeo (posiblemente debido a la influencia hitita). Características notables incluyen:
- Se encuentra la habitual distinción imperfectivo-perfectivo noroeste semítico — e.g. Yantin-Dagan, 'Dagón da' (ntn); Raṣa-Dagan, 'Dagon se alegró' (rṣy). Incluía un sufijo de la 3ª persona -a (no como el acadio o hebreo), y una vocal imperfecta -a-, como en el árabe en lugar del hebreo y arameo -i-.
- Había una forma verbal con una segunda consonante geminada — e.g. Yabanni-Il, 'Dios crea' (raíz bny).
- En varios casos donde el acadio tiene š, el amorrita, al igual que el hebreo y el árabe, tiene h, por tanto hu 'his', -haa 'her', causativo h- or ʼ- (I. Gelb 1958).
- La primera persona perfecta es in -ti (singular), -nu (plural), como en las lenguas cananeas.

En el año 2022, se publicaron dos grandes tablillas bilingües amorrita-acadio de 3.800 años de antigüedad, lo que produjo el primer ejemplar escrito en la lengua amorrita. El texto  destaca por presentar similitudes con el hebreo clásico, y muestra que a principios del segundo milenio a. C., ya existía una lengua hablada muy cercana al hebreo, que hasta ahora solo se ha atestiguado a partir del siglo X a. C.